# Украјина на Европском првенству у атлетици у дворани 2015.
Украјина је учествовала на 33. Европском првенству у дворани 2015. одржаном у Прагу, Чешка, од 5. до 8. марта. Ово је једанаесто европско првенство у дворани од 1994. године од када Украјина учествује самостално под овим именом. Репрезентацију Украјине представљала су 24 спортиста (11 мушкараца и 13 жена) који су се такмичили у 15 дисциплина (6 мушких и 9 женских).
На овом првенству Украјина је била 13 по броју освојених медаља са 2 медаље од којих су једне златне и једне бронзане. Све медаље се освојене у женској конкуренцији у којој је Украјина заузела 5 место. У табели успешности према броју и пласману такмичара који су учествовали у финалним такмичењима (првих 8 такмичара) Украјина је са 8 финалиста заузела 11 место са 31 бодова, од 31 земље које су имале представнике у финалу. Укупно је учествовало 49 земаља.
Поред освојених медаља спортисти Украјине остварили су и следеће: оборена су три лична рекорда и 6 најбољих личних резултата сезоне.
| Плас. | Земља    | 1. место | 2. место | 3. место | 4. место | 5. место | 6. место | 7. место | 8. место | Бр. финал. - Бод. |
| ----- | -------- | -------- | -------- | -------- | -------- | -------- | -------- | -------- | -------- | ----------------- |
| 11.   | Украјина | 1 - 8    | –        | 1 - 6    | –        | 2 - 8    | 2 - 6    | 1 - 2    | 1 - 1    | 8 - 31            |

## Учесници
| Мушкарци: - Виталиј Бутрим — 400 м - Јевген Гуцол — 400 м - Вјачеслав Олишевски — 800 м - Роман Јарко — 800 м - Олександар Борисјук — 800 м - Станислав Маслов — 3.000 м - Иван Стрепков — 3.000 м - Сергеј Копанајко — 60 м препоне - Андриј Проценко — Скок увис - Јуриј Кримаренко — Скок увис - Андриј Коваљов — Скок увис - Андриј Корчмид — Скок мотком | Жене - Олесија Повх — 60 м - Наталија Погребњак — 60 м - Наталија Пигида — 400 м, 4 х 400 м - Наталија Лупу — 800 м, 4 х 400 м - Олена Јановска — 60 м препоне - Хана Плотицина — 60 м препоне - Јулија Олшевска — 4 х 400 м - Алина Логвиненко — 4 х 400 м - Викторија Николенко — 4 х 400 м - Ирина Герашченко — Скок увис - Марија Бег — Скок удаљ - Тетјана Пташкина — Троскок - Алина Фјодорова — Петобој |  |

## Освајачи медаља (2)

### Злато (1)
- Наталија Пигида - 400 м

### Бронза (1)
- Наталија Лупу - 800 м

## Резултати

### Мушкарци
| Атлетичар           | Дисциплина   | Лични рекорд | Квалификације | Квалификације | Полуфинале            | Полуфинале            | Финале                | Финале       | Детаљи |
| Атлетичар           | Дисциплина   | Лични рекорд | Резултат      | Место         | Резултат              | Место                 | Резултат              | Место        | Детаљи |
| ------------------- | ------------ | ------------ | ------------- | ------------- | --------------------- | --------------------- | --------------------- | ------------ | ------ |
| Виталиј Бутрим      | 400 м        | 46,72        | 47,15 кв      | 3. у гр. 6    | 48,09                 | 5. у гр. 2            | није се квалификовао  | 15 / 32 (33) |        |
| Јевген Гуцол        | 400 м        | 46,72        | 47,55 КВ      | 2. у гр. 3    | 47,65 КВ              | 2. у гр. 3            | 46,73                 | 5 / 32 (33)  |        |
| Вјачеслав Олишевски | 800 м        | 1:48,98      | 1:51,48       | 5. у гр. 7    | нису се квалификовали | нису се квалификовали | нису се квалификовали | 37 / 40      |        |
| Роман Јарко         | 800 м        | 1:50,00      | 1:50,68       | 5. у гр. 3    | нису се квалификовали | нису се квалификовали | нису се квалификовали | 29 / 40      |        |
| Иван Стрепков       | 3.000 м      | 8:00,37      | 8:09,04       | 9. у гр. 2    |                       |                       | нису се квалификовали | 21 / 25      |        |
| Стнислав Маслов     | 3.000 м      | 7:59,37      | 7:53,13 ЛР    | 7. у гр. 1    | 15 / 25               |                       | нису се квалификовали |              |        |
| Сергеј Копанајко    | 60 м препоне | 7,77         | 7,86          | 5. у гр. 4    | није се квалификовао  | није се квалификовао  | није се квалификовао  | 21 / 27 (28) |        |
| Андриј Проценко     | Скок увис    | 2,36         | 2,28 кв       | 7             |                       |                       | 2,28                  | 6 / 26 (27)  |        |
| Јуриј Кримаренко    | Скок увис    | 2,34         | 2,24          | 14            | нису се квалификовали | 14 / 26 (27)          |                       |              |        |
| Анндриј Коваљов     | Скок увис    | 2,28         | 2,14          | 22            | нису се квалификовали | 22 / 26 (27)          |                       |              |        |
| Александар Корчмид  | Скок мотком  | 5,80         | 5,25          | 15            | нису се квалификовали | 15 / 21 (24)          |                       |              |        |

### Жене
| Атлетичарка                                                                            | Дисциплина   | Лични рекорд | Квалификације   | Квалификације | Полуфинале            | Полуфинале            | Финале                | Финале       | Детаљи |
| Атлетичарка                                                                            | Дисциплина   | Лични рекорд | Резултат        | Место         | Резултат              | Место                 | Резултат              | Место        | Детаљи |
| -------------------------------------------------------------------------------------- | ------------ | ------------ | --------------- | ------------- | --------------------- | --------------------- | --------------------- | ------------ | ------ |
| Олесија Повх                                                                           | 60 м         | 7,13         | 7,22 КВ         | 2. у гр. 5    | 7,16 КВ, ЛРС          | 2. у гр. 2            | 7,11 ЛР               | 6 / 37 (38)  |        |
| Наталија Погребњак                                                                     | 60 м         | 7,21         | 7,23 КВ         | 2. у гр. 2    | 7,30                  | 6. у гр. 3            | није се квалификовала | 17 / 37 (38) |        |
| Наталија Пигида                                                                        | 400 м        | 51,44        | 53,17 КВ        | 1. у гр. 5    | 52,44 КВ, ЛРС         | 1. у гр. 1            | 51,96 ЛРС             |              |        |
| Наталија Лупу                                                                          | 800 м        | 1:59,67      | 2:02,18 кв, ЛРС | 3. у гр. 2    | 2:08,15 КВ            | 1. у гр. 2            | 2:02,22               |              |        |
| Хана Плотицина                                                                         | 60 м препоне | 7,99         | 8,04 КВ         | 1. у гр. 1    | 8,02 КВ               | 4. у гр. 2            | 8,10                  | 8 / 25 (26)  |        |
| Олена Јановска                                                                         | 60 м препоне | 8,16         | 8,27            | 6. у гр. 4    | није се квалификовала | није се квалификовала | није се квалификовала | 23 / 25 (26) |        |
| Наталија Пигида² Наталија Лупу² Јулија Олишевска Алина Лонгвиненко Викторија Николенко | 4 х 400 м    | 3:30,43 НР   |                 |               |                       |                       | 3:32,39               | 5 / 6        |        |
| Ирина Герашенко                                                                        | Скок увис    | 1,95         | 1,91 ЛРС        | 10.           |                       |                       | нису се квалификовале | 10 / 22      |        |
| Марина Бег                                                                             | Скок удаљ    | 6,43         | 6,27            | 16.           | 16 / 22               |                       | нису се квалификовале |              |        |
| Тетјана Пташкина                                                                       | Троскок      | 13,67        | 13,41           | 20.           | 20 / 22 (23)          |                       | нису се квалификовале |              |        |

#### Петобој
| Дисциплина   | Алина Фјодорова | Алина Фјодорова | Алина Фјодорова | Алина Фјодорова | Алина Фјодорова | Алина Фјодорова |
| Дисциплина   | Лич. рек.       | Резултат        | Бод.            | Плас.           | Укупно          | Плас.           |
| ------------ | --------------- | --------------- | --------------- | --------------- | --------------- | --------------- |
| 60 м препоне | 8,52            | 8,49 ЛР         | 1.019           | 7.              | 1.019           | 7.              |
| Скок увис    | 1,85            | 1,77            | 941             | 7.              | 1,960           | 10.             |
| Бацање кугле | 15,76           | 15,09           | 867             | 1.              | 2.827           | 8.              |
| Скок удаљ    | 6,35            | 6,22            | 918             | 4.              | 3.745           | 7.              |
| 800 м        | 2:15,31         | 2:20,38 ЛРС     | 818             | 8.              | 4.563           | 7.              |
| Петобој      | 4.724           |                 |                 |                 | 4.563           | 7 / 12 (14)     |